# Birch Hill
Pour les articles homonymes, voir Birch.
Birch Hill est une communauté dans le comté de Prince de l'Île-du-Prince-Édouard au Canada, au sud-est d'Ellerslie.